# Dahlia sorensenii
Dahlia sorensenii là một loài thực vật có hoa trong họ Cúc. Loài này được H.V.Hansen & Hjert. mô tả khoa học đầu tiên năm 1997.